# Józef Sucheni
Józef Sucheni (ur. 10 września 1836, zm. 30 listopada 1923 w Gidlach powiat Radomsko), polski konstruktor narzędzi rolniczych.
Twórca udoskonalonych pługów, przeznaczonych zwłaszcza dla gospodarstw chłopskich. Skonstruował pług jednoskibowy "Piorun", który na międzynarodowej wystawie w Paryżu zdobył wysokie odznaczenie.
W 1871 założył w Gidlach warsztat kowalski, który rozwinął w fabrykę pługów i narzędzi rolniczych, znaną później jako Gidelskie Przedsiębiorstwo Maszyn Rolniczych. Zakłady specjalizowały się w wytwarzaniu pługów jednoskibowych, bron polowych, radeł i innych wyrobów. Produkty z Gidel znalazły uznanie na wielu europejskich wystawach.